# Frank Tibor
Frank Tibor (Budapest, 1948. február 3. – 2022. szeptember 15.) történész, amerikanista, az Eötvös Loránd Tudományegyetem Bölcsészettudományi Kar Angol–Amerikai Intézet Amerikanisztika Tanszékének professor emeritusa, az MTA rendes tagja. Az új- és jelenkori egyetemes történelem tanára és kutatója.

## Életpályája
Tanulmányait történelem–angol szakon a budapesti ELTE Bölcsészettudományi Karán (1966–1971) kezdte és Cambridge-ben (Christ’s College, 1969, Darwin College 1980–81) folytatta. Bölcsészdoktor (1973), a történettudomány kandidátusa (1979), habilitált doktor (1996), a Magyar Tudományos Akadémia doktora (1998), az MTA levelező tagja (2013), rendes tagja (2019).
1971-től az Eötvös Loránd Tudományegyetem oktatója, 1997-től az ELTE Amerikanisztika Tanszék professzora, 2018-tól professor emeritus. 1994 és 2001, valamint 2006 és 2014 között az ELTE Angol–Amerikai Intézet igazgatója, 2000-től az ELTE Amerikanisztika PhD-program vezetője. Az ELTE Tudományos Tanácsának tagja (2015–19), a Corvinus Egyetem Tudományos Tanácsának tagja (2017). Egyetemi munkája mellett 1974–75-ben a Tömegkommunikációs Kutatóközpont, 1984–86-ban a művelődési miniszter tudományos titkára is volt.
Az MTA Történettudományi Bizottságának elnöke (2017–), a Bolyai János Kutatási Ösztöndíj II. kollégiumának elnöke (2016–), az MTA Könyv- és Folyóirat-kiadó Bizottságának tagja (2014–). Az MTA Modern Filológiai Társaságának alapító-főtitkára (1983–1996), majd 2007-ig alelnöke. 1994–2001 között társelnöke, 2004-től tiszteletbeli elnöke az Amerikanisták Magyarországi Társaságának; 2007–2015 között a Magyar Történelmi Társulat alelnöke, 2015-től a Századok főszerkesztője volt.
1994–2001 között tagja volt a European Association for American Studies igazgatóválasztmányának. Tagja a Historical Abstracts (Santa Barbara-Oxford, 1989–93, 2000–), a Nationalities Papers (New York, 1989–2009), a European Journal of American Culture (Nottingham, 1998–), a Polanyiana (Budapest, 1994–), az Appraisal (2010–), az Öt Kontinens (Budapest, 2011–) és a Külügyi Szemle (Budapest, 2011–) tanácsadó testületének, illetve szerkesztőbizottságának. 2008-tól 2013-ig alapító főszerkesztője az ELTE BTK Trefort-kert, illetve Trefort Campus című magazinjának.
Tagja a Magyar–Amerikai Fulbright Alapítvány kuratóriumának (1999–2002, 2009–2011, 2013–), elnöke 2010–2011 és 2017–. A Royal Historical Society (London) tagja (2006). Az Osztrák Tudományos Akadémia „The North Atlantic Triangle" bizottságának tagja (2018). Frank Hadlerrel (GWZO, Lipcse) 2003 és 2008 között témavezető volt a European Science Foundation „Representations of the National Past in Europe” c. programjában („Overlapping National Histories” c. team); az ebből elkészült nemzetközi tanulmánykötet társszerkesztésében a Palgrave Macmillan kiadó Writing the Nation c. nyolckötetes sorozatában jelent meg (2011).

### Vendégoktatói és -kutatói munkája
Fulbright-vendégprofesszor a University of California Santa Barbara-i campusán (UCSB) és a UCLA-n (Los Angeles) (1988–1990), NEH Distinguished Visiting Professor a University of Nevada-Renón (1990–91). 1988 és 1997 között a nyári szemeszterekben a UCSB-n tanított, 1994-ben létrehozta itt a „The New Europe” programot, melyet 1997-ig vezetett. Rendszeresen tanít közép-európai és magyar történelmet, előbb a University of California Education Abroad Programjában Budapesten (1992–2008), majd a Chicago-központú IES Abroad Vienna hallgatóinak Bécsben (1999–). A New York-i Columbia Egyetem történész vendégprofesszora (2001, 2007, 2010). 2003–04-ben a berlini Max-Planck-Institut für Wissenschaftsgeschichte vendégkutatója volt.

## Kutatási területei
- Külföldi és hazai nemzetkép, image, sztereotípiák, külpropaganda (az Osztrák–Magyar Monarchia, illetve Magyarország brit és amerikai megítélése; törekvések a külföldi Magyarország-kép befolyásolására [Kossuth Lajos, gróf Bethlen István]; nemzetközi propaganda)
- A diktatórikus elnyomás eszközei és működése (titkosrendőrség és cenzúra; a Habsburg-birodalom nemzetközi titkosszolgálata; az 1848–49-es forradalmakat követő nemzetközi emigráció élete, különös tekintettel Kossuth Lajos szerepére; nácitlanítás Németországban)
- Ki- és bevándorlás és a „faji“ kérdés (a Monarchiából kiáramló tömeges emigráció; a magyar-amerikai intellektuális emigráció kérdései; lépcsőzetes és láncmigráció; a brain-drain korai története; tudósvándorlás; antiszemitizmus és migráció)
- Transzatlanti és európai kapcsolatkutatások (az osztrák–magyar és magyar kapcsolatok az angolszász világgal; a két világháború közötti időszak amerikai–magyar diplomáciai kapcsolatai; a weimari Németország s különösen Berlin szerepe a transzatlanti folyamatban; német–magyar kulturális és tudományos kapcsolatok a két világháború között; Magyarország nemzetközi kapcsolatai; az Egyesült Államok és Európa: kölcsönhatások és kapcsolatok; az angol és a német: nemzetközi nyelvek és nyelvpolitikák)
- Zenei és irodalmi szalonok, nők és politika az Osztrák–Magyar Monarchiában
- „Átfedő” nemzeti történetírások

## Tudományos munkássága
Könyvei, tanulmányai eddig tizenegy országban jelentek meg.

### Monográfiák
- The British Image of Hungary 1865-1870 (Budapest: L. Eötvös University, 1976), 369 o.
- Egy emigráns alakváltásai. Zerffi Gusztáv pályaképe 1820-1892 (Budapest: Akadémiai Kiadó 1985), 330 o.
- Aru bomeisha no henshin: Zerufi Gusutaavu Den (Tokyo: Sairyu Sha, 1994), 381 o.
- From Habsburg Agent to Victorian Scholar: G. G. Zerffi 1820 – 1892 (New York: Columbia University Press, 2000), 469 o.
- Ein Diener seiner Herren: Werdegang des österreichischen Geheimagenten Gustav Zerffi (1820–1892) (Wien – Köln – Weimar: Böhlau Verlag, 2002), 315 o.
- Picturing Austria-Hungary: The British Perception of the Habsburg Monarchy 1865 – 1870 (New York: Columbia University Press, 2005), 444 o.
- Double Exile: Migrations of Jewish-Hungarian Professionals through Germany to the United States 1919–1945[7] (Oxford: Peter Lang, 2009), 501 o.
- Szabadság és felelősség: Az Egyesült Államok és a németországi nácitlanítás a második világháború után[8] (Akadémiai székfoglaló, 2013) (Budapest: Magyar Tudományos Akadémia, 2014), 91 o.
- Kettős kivándorlás. Budapest, Berlin, New York, 1919-1945 (1. kiadás, Budapest: Gondolat, 2012, 2. javított, bővített kiadás; Budapest: Gondolat, 2015), 389 o.
- Viktória királynő kezeihez. Az osztrák-magyar kiegyezés brit tükörben 1865-1870 (Budapest: Gondolat, 2019), 352 o.

### Tanulmánykötetek
- Marx és Kossuth (Budapest: Magvető, 1985), 165 o.
- Ethnicity, Propaganda, Myth-Making: Studies on Hungarian Connections to Britain and America 1848–1945 (Budapest: Akadémiai Kiadó, 1999), 391 o.
- ハンガリー西欧幻想の罠  –  戦間期の親英米派と領土問題 Hangarii Seiou-Gensou no Wana – Senkanki no Kaneibeiha to Ryoudomondai [Magyarország a nyugati illúzió csapdájában – A brit- és Amerika-barátok, valamint a területi kérdés a háború alatt][9] (Tokyo: Sairyu Sha, 2008), 183 o.
- Britannia vonzásában (Budapest: Gondolat, 2018), 306 o.
- Amerika világai (Budapest: Gondolat, 2018), 600 o.

### Tankönyvek
- Tibor Frank and Tamás Magyarics: Handouts for British History: A Study Guide and Workbook (1st ed. 1992, 3rd ed. Budapest: Tankönyvkiadó, 1994), 329 o.
- Tibor Frank and Tamás Magyarics: Handouts for U.S. History: A Study Guide and Workbook (2nd ed. Budapest: PANEM, 1999, 479 o.; 3rd revised ed. Budapest: Antall József Tudásközpont, 2018, 663 o.)

### Szerkesztett kötetek
- Erzsébet Perényi and Tibor Frank, eds: Studies in English and American, Vol. 2 (Budapest: Eötvös University, 1975), 472 o.
- Tibor Frank and Erzsébet Perényi, eds: Studies in English and American, Vol. 3 (Budapest: Eötvös University, 1977), 251 o.
- Studies in English and American, Vol. 4 (Budapest: Eötvös University, 1978), 283 o.
- Tanulmányok a Magyar Rádió történetéből 1925-1945 (Budapest: Tömegkommunikációs Kutatóközpont, 1975), 438 o.
- Frank Tibor és Hoppál Mihály szerkesztésében: Hiedelemrendszer és társadalmi tudat (Budapest: Tömegkommunikációs Kutatóközpont, 1980), 341 + 301 o.
- The Origins and Originality of American Culture (Budapest: Akadémiai Kiadó, 1984), 801 o.
- Values in American Society (Budapest: ELTE, 1995), 270 o.
- Roosevelt követe Budapesten. John F. Montgomery bizalmas politikai beszélgetései 1934-1941 (Budapest: Corvina Kiadó, 2002), 351 o.
- Discussing Hitler: Advisers of U.S. Diplomacy in Central Europe, 1934 – 1941 (Budapest – New York: CEU Press, 2003),
- Ever Ready to Go: The Multiple Exiles of Leo Szilard, Vols. 1-3[10] (Berlin: Max-Planck-Institut für Wissenschaftsgeschichte, 2004), 447 o.
- George Pólya and the Heuristic Tradition[11] (Berlin: Max-Planck-Institut für Wissenschaftsgeschichte, 2004), 210 o.
- Angliától Nagy-Britanniáig. Magyar kutatók tanulmányai a brit történelemről (Budapest: Gondolat Kiadó, 2004), 405 o.
- John F. Montgomery: Magyarország, a vonakodó csatlós, 2. kiadás (Budapest: Zrínyi Kiadó, 2004), 335 o.
- Gál István: Magyarország és az angolszász világ (szerkesztette: Frank Tibor, Gál Ágnes és Gál Julianna) (Budapest: Argumentum Kiadó – OSZK, 2005), 947 o.
- Honszeretet és felekezeti hűség. Wahrmann Mór 1831-1892 (Budapest: Argumentum Kiadó, 2006), 693 o.
- Gyarmatokból impérium. Magyar kutatók tanulmányai az amerikai történelemről (Budapest: Gondolat Kiadó, 2007), 366 o.
- Zwischen Roosevelt und Hitler. Die Geheimgespräche eines amerikanischen Diplomaten in Budapest 1934–1941[12] (Berlin: Duncker & Humblot, 2009), 401 o.
- Frank Tibor és Károly Krisztina szerkesztésében: Anglisztika és amerikanisztika. Magyar kutatások az ezredfordulón (Budapest: Tinta Könyvkiadó, 2009), 438 o.
- Frank Tibor és Károly Krisztina szerkesztésében: Gateways to English: Current Hungarian Doctoral Research (Budapest: ELTE Eötvös Kiadó, 2010), 376 o.
- Tibor Frank and Frank Hadler, eds: Disputed Territories and Shared Pasts: Overlapping National Histories in Modern Europe (Basingstoke: Palgrave Macmillan, 2011), 430 o.
- Németföldről Németországba. Magyar kutatók tanulmányai a német történelemről (Budapest: Gondolat Kiadó, 2012), 364 p
- Frank Tibor és Károly Krisztina szerkesztésében: 125 éves a budapesti angol szak. Doktorandusztanulmányok (Budapest: ELTE Eötvös Kiadó, 2012), 158 p
- Frank Tibor és Károly Krisztina szerkesztésében: Az angol tudománya. 125 éves az egyetemi angol szak, 1886-2011 (Budapest: ELTE Eötvös Kiadó, 2013), 360 o.
- Az orosz birodalom születései. Magyar kutatók tanulmányai az orosz történelemről (Budapest: Gondolat, 2016), 414 o.
- Angol-amerikai történelmi tanulmányok, 1-2.; Gondolat, Budapest, 2018
  - 1. Britannia vonzásában
  - 2. Amerika világai
- Viktória királynő kezeihez. Az osztrák-magyar kiegyezés brit tükörben, 1865–1870; Gondolat, Budapest, 2019
- Szalonvilág. A polgári érintkezés modernizálódása a 19. században; Rózsavölgyi, Budapest, 2020

## Díjai, elismerései
- C. E. Eckersley díj (1970)
- Felsőoktatási Tanulmányi Érdemérem (1972)
- Széchenyi Professzori Ösztöndíj (1997–2001)
- Országh László-díj (Magyar Anglisztikai Társaság és Debreceni Egyetem, 2000)
- Humboldt Forschungspreis (Humboldt Díj) (2002)
- Pro Universitate emlékérem (ELTE, 2002)
- Pro Neophilologia in Hungaria érdemérem (MTA Modern Filológiai Társaság, 2002)
- Szent-Györgyi Albert-díj (2005)
- Pro Facultate Philosophiae-díj (ELTE BTK, 2011)
- Eötvös-gyűrű (ELTE Szenátusa, 2017)

## Családja
Nős, felesége F. Várkonyi Zsuzsa pszichológus, c. egyetemi tanár, fia Frank Benedek közgazdász, két unokája Bálint (2007) és Benjámin (2011).